# Československá hokejová liga 1957/1958
15. ročník československé hokejové ligy 1957/58 se hrál pod názvem I. liga.

## Herní systém
12 účastníků hrálo v jedné skupině dvoukolově systémem každý s každým. Poslední dvě mužstva sestoupila.

## Pořadí
| Poř. | Tým                     | Zápasy | Výhry | Remízy | Porážky | Skóre  | Body |
| ---- | ----------------------- | ------ | ----- | ------ | ------- | ------ | ---- |
| 1.   | Rudá hvězda Brno        | 22     | 16    | 2      | 4       | 142:57 | 34   |
| 2.   | Spartak LZ Plzeň        | 22     | 14    | 1      | 7       | 106:83 | 29   |
| 3.   | VŽKG Ostrava            | 22     | 13    | 1      | 8       | 103:76 | 27   |
| 4.   | Baník Chomutov          | 22     | 13    | 1      | 8       | 82:71  | 27   |
| 5.   | Baník Kladno            | 22     | 13    | 0      | 9       | 101:66 | 26   |
| 6.   | Spartak Sokolovo        | 22     | 12    | 2      | 8       | 105:71 | 26   |
| 7.   | Dynamo Pardubice        | 22     | 12    | 2      | 8       | 97:84  | 26   |
| 8.   | Slovan ÚNV Bratislava   | 22     | 10    | 1      | 11      | 72:76  | 21   |
| 9.   | Dukla Jihlava           | 22     | 7     | 1      | 14      | 67:113 | 15   |
| 10.  | Slavoj České Budějovice | 22     | 6     | 1      | 15      | 55:106 | 13   |
| 11.  | Motorlet Praha          | 22     | 5     | 2      | 15      | 68:114 | 12   |
| 12.  | Baník OKD Ostrava       | 22     | 4     | 0      | 18      | 67:148 | 8    |

## Nejlepší střelci
- Václav Pantůček (Rudá hvězda Brno) – 27 gólů
- Vladimír Zábrodský (Spartak LZ Plzeň) – 24 gólů
- Vlastimil Bubník (Rudá hvězda Brno) – 22 gólů
- Slavomír Bartoň (Rudá hvězda Brno) – 21 gólů
- Jiří Pokorný (Dynamo Pardubice) – 20 gólů
- František Schwach (Spartak LZ Plzeň) – 20 gólů
- Josef Seiler (Baník Chomutov) – 18 gólů
- Ján Starší (Slovan ÚNV Bratislava) – 18 gólů
- Vlastimil Hajšman (Slavoj České Budějovice) – 16 gólů
- Miloslav Charouzd (Spartak Praha Sokolovo) – 16 gólů

## Soupisky mužstev

### Rudá hvězda Brno
Jiří Kolouch (6/1,67),
Vladimír Nadrchal (17/2,77),
Zdeněk Trávníček (0/0,00) –
Jan Kasper (22/3/3/-),
František Mašlaň (22/1/3/-),
Ladislav Olejník (0/0/0/-),
Rudolf Potsch (22/10/11/-) –
Slavomír Bartoň (22/21/9/-),
Vlastimil Bubník (11/22/6/-),
Bronislav Danda (21/7/31/-),
Zdeněk Návrat (16/8/7/-),
Václav Pantůček (20/27/8/-),
Jaroslav Pavlů (22/5/8/4),
Bohumil Prošek (20/9/6/-),
Karel Skopal (0/0/0/-),
Karel Šůna (22/9/3/-),
František Vaněk (10/12/-),
Jiří Zamastil (17/3/3/-) –
trenéři Vladimír Bouzek a Eduard Farda

## Kvalifikace o 1. ligu
Vítězové obou skupin 2. ligy – TJ Spartak GZ Královo Pole a TJ Spartak ZJŠ Brno postoupili do nejvyšší soutěže. Brno tak mělo v další sezóně nejvyšší soutěže 3 zástupce.

## Zajímavosti
- Od této sezóny nesměl již působit v mužstvu hrající trenér.
- 132 utkání ročníku vidělo téměř milión diváků.
- Postoupivší Dukla Olomouc byla převedena do Jihlavy.